# Franz Hillmann (Autor)
Franz Hillmann (* 29. Juli 1881 in Erfurt; † 1954 in Neuss) war ein deutscher Lehrer und Schriftsteller.

## Leben
Hillmann arbeitete als Lehrer in Erfurt und Nordhausen und nahm 1907 ein Musikstudium in Berlin auf. Von 1910 an war er bis zu seiner Pensionierung als  Musik- und Zeichenlehrer am Quirinus-Gymnasium Neuss tätig. Er verfasste hauptsächlich Schauspiele, Schwänke, Einakter, Bühnen- und Volksstücke, die er im Verlag von Franz Wulf in Warendorf veröffentlichte.
Sein Nachlass aus den Jahren 1909 bis 1950 wird im Stadtarchiv Neuss aufbewahrt.

## Werke (Auswahl)
- 1916: Der neue Gott (Schauspiel)
- 1916: Die feindlichen Königinnen (Schauspiel)
- 1916; Katharina von Alexandrien (Schauspiel)
- 1920: St. Elisabeth (Schauspiel)
- 1920: Der Mann der Freiheit! (Schauspiel)
- 1921: Ida von Toggenburg (Schauspiel)
- 1921: Der Lichtprinz von Travankor (Schauspiel)
- 1921: Das Attentat im Wartesaal (Detektiv-Schwank)
- 1922: Der vermißte Adolar (Detektiv-Schwank)
- 1922: Michaela, die Zigeunerin (Schauspiel)
- 1924: Die Lore am Tore (Volksstücl)
- 1924: Die Perle von Tabora (Missionsschauspiel)
- 1924: Rheinlands, Weinlands Kind (Volksstück)
- 1924: Lustig ist das Zigeunerleben (Volksstück)
- 1924: Des Durstes Sieg (Schwank)
- 1925: Kreuz und Opferstein (Schauspiel)
- 1926; Grenzland (Weihnachtsstück)
- 1926: Der Sühnestein (Weihnachtsspiel)
- 1927: Die Zigeunerin von Valencia (Schauspiel)
- 1927: Die Heldin von Orléans (Schauspiel)
- 1927: In der Fremdenlegion. Ernstes Spiel aus der Gegenwart
- 1927: Die Susannenglocke von Augsburg (historisches Schauspiel)
- 1928: Der Madonnengeiger von Gmünd (mittelalterliches Spiel)
- 1928: Das Geigenhexlein (mittelalterliches Spiel)
- 1928: Die Lampe der Syria (Schauspiel)
- 1928: Hans Sachs, der deutsche Meister (mittelalterliches Spiel)
- 1929: Die Beatushöhle (romantisches Schauspiel)
- 1930: Die Verlorene (biblisches Spiel)
- 1931: Die Wolgaschlepper (Volksstück)